# Turkish Stream

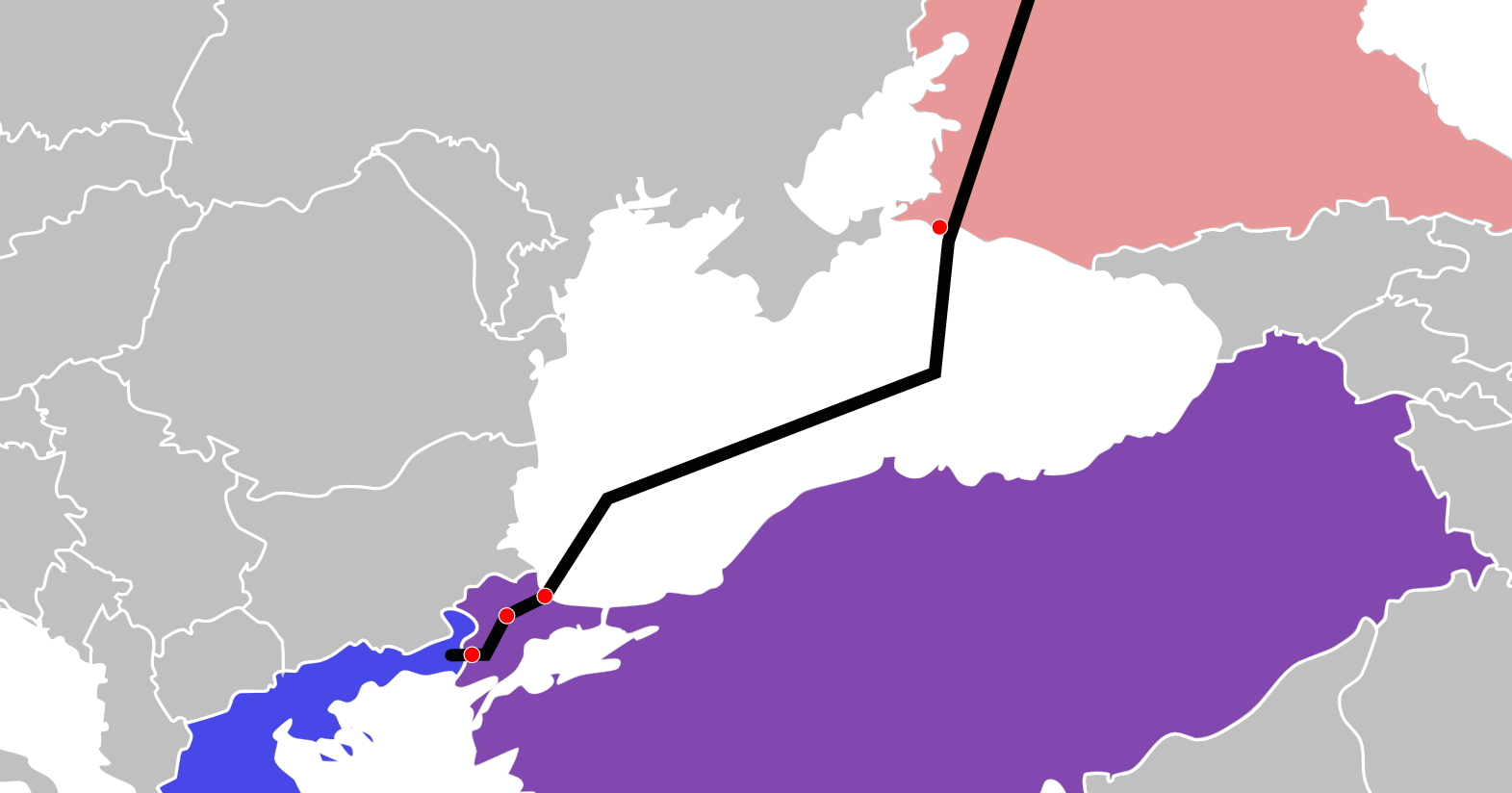
Route van de Turkish Stream-gaspijpleiding

Turkish Stream of TurkStream is een aardgaspijpleiding van Rusland naar Turkije via de Zwarte Zee. De plannen voor TurkStream werden op 1 december 2014 door president Poetin bekendgemaakt. De aanleg ging op 7 mei 2017 van start en de pijpleiding werd op 8 januari 2020 officieel in gebruik genomen.

## Ligging en structuur
Het beginpunt van de pijpleiding is bij Anapa, een Russische badplaats aan de Zwarte Zee aan de noordelijke uitlopers van de Kaukasus in de buurt van de Zee van Azov. De pijpleiding komt aan land in Kıyıköy, een plaats ten noordwesten van Istanboel in het Europese deel van Turkije.
TurkStream bestaat uit twee pijpleidingen en is een alternatief voor de South Stream-pijpleiding. South Stream zou Russisch aardgas via de Zwarte Zee naar Bulgarije transporteren, maar werd in december 2014 geannuleerd. TurkStream moet na Blauwe Stroom de tweede directe verbinding worden voor transport van aardgas van Rusland met Turkije via de Zwarte Zee. 
De transportcapaciteit van TurkStream bestaat uit twee pijpleidingen van 15,75 miljard m³ aardgas per jaar. De eerste leiding is bestemd voor de Turkse markt, de tweede leiding is bestemd voor landen in Zuidoost-Europa. Met de nieuwe verbinding wil Turkije zijn positie als doorvoerland van gas uit Rusland en landen rond de Kaspische Zee richting Europa versterken. 

## Voorgeschiedenis
Het Russische staatsgasbedrijf Gazprom sloot in mei 2015 een akkoord met Turkije over de zogeheten Turkish Stream-gaspijpleiding. Destijds was het voornemen om in december 2016 operationeel te zijn. In november 2015 werd door de Turkse luchtmacht een Russisch gevechtsvliegtuig neergeschoten. Dit leidde tot grote politieke spanningen tussen Rusland en Turkije. Als gevolg hiervan werden de voorbereidingen voor de aanleg van TurkStream stopgezet.
Tijdens een bezoek van Poetin aan Istanboel op 10 oktober 2016 werden de plannen voor de pijpleiding weer besproken. De twee landen zijn voornemens om een pijpleiding met een kleinere capaciteit van 31,5 miljard m³ per jaar aan te leggen. In 2019 moet de pijpleiding gereed zijn en dan zal het gas dicht bij de grens van Turkije en Griekenland aanlanden.
In december 2016 kreeg het Nederlandse offshorebedrijf Allseas van Gazprom-dochter South Stream Transport de order om 900 kilometer pijpleiding te leggen op de bodem van de Zwarte Zee. Het wordt de langste pijpleiding die Allseas ooit heeft gelegd. Het werk duurt een jaar en Allseas zal de Pioneering Spirit inzetten voor het werk. Allseas heeft ook het contract gewonnen voor de aanleg van de tweede parallelle pijpleiding.

## Historiek
Op 8 januari 2020 hebben de Russische president Poetin en zijn Turkse collega Erdogan officieel de gaspijpleiding geopend. De inhuldiging gebeurde tijdens een ceremonie in Istanboel.
Op 11 januari 2025 werd een Russisch compressorstation in de buurt van de stad Anapa aangevallen, vermoedelijk met Oekraïense drones. De aanval veroorzaakte geen onderbreking in de gasdoorvoer.